# Wittman D-12 Bonzo

## Caractéristiques techniques  et historiques
Le Wittman D-12 Bonzo est un avion de course conçu par Steve Wittman pour le Trophée Thompson. Sa vitesse de 523 km/h le rendait plus rapide que tous les avions de chasse en service à l'époque aux États-Unis.
L'avion est conçu autour d'un moteur Curtiss D-12 acheté par Steve Wittman en 1934. C'est un monoplan à aile médiane et train classique. Un seul exemplaire fut construit par Wittman lui-même, et peint en rouge et argent, comme son autre racer plus petit, le Chief Oshkosh (en). Malgré sa construction plus artisanale (et donc ses performances légèrement inférieures à la moyenne)  que les autres racers de l’époque, le Bonzo réussit néanmoins à rester un concurrent sérieux, dans les courses d’avant guerre.
L’appareil, après avoir volé pour de nombreuses courses, fut donné par son pilote et restauré en 1982 pour être exposé en permanence au musée de l'aviation de l'EAA.